# Wissenschaftliche Bibliothek
Als wissenschaftliche Bibliotheken wird gemeinhin jene Gruppe der Bibliotheken bezeichnet, die ihren Bestand vor allem auf das wissenschaftliche Studium und die Forschung ausrichtet.
Neben der Bereitstellung von Publikationen, speziell wissenschaftlichen Publikationen, für den unmittelbaren Gebrauch können wissenschaftliche Bibliotheken selbst Forschung betreiben und Archivierungsaufgaben wahrnehmen. Auch Publikationsdienste wie Dokumentenserver gehören oft zum Aufgabenspektrum. Bis auf die großen Universalbibliotheken spezialisieren sich die meisten wissenschaftlichen Bibliotheken auf ein oder einige wissenschaftliche Fachgebiete, beispielsweise als Fachbibliothek oder zur Unterstützung von Forschung und Lehre einer zugehörigen oder übergeordneten Institution.

## Abgrenzung von Öffentlichen Bibliotheken
Im deutschen Bibliothekswesen werden wissenschaftliche Bibliotheken von öffentlichen Bibliotheken unterschieden. Diese Unterscheidung wird jedoch von manchen als problematisch angesehen, da einerseits die meisten wissenschaftlichen Bibliotheken auch öffentlich zugänglich sind und der allgemeinen Informationsversorgung dienen und da andererseits öffentliche Bibliotheken auch wissenschaftliche Informationen bereitstellen.

## Arten wissenschaftlicher Bibliotheken
Folgende Bibliothekstypen können der Gruppe der wissenschaftlichen Bibliotheken zugeordnet werden:
- Nationalbibliotheken und Staatsbibliotheken
- Landesbibliotheken und Regionalbibliotheken
- Universitätsbibliotheken und Hochschulbibliotheken
- Zentrale Fachbibliotheken
- Forschungsbibliotheken
- Parlaments-, Behörden- und Gerichtsbibliotheken
- Fach- oder Spezialbibliotheken